# Лејк Мохок (Охајо)
Лејк Мохок (енгл. Lake Mohawk) насељено је место без административног статуса у америчкој савезној држави Охајо.

## Демографија
По попису из 2010. године број становника је 1.652.
| Група             | 2000.    | 2010.         |
| Белци             | 0 (0,0%) | 1.622 (98,2%) |
| Афроамериканци    | 0 (0,0%) | 6 (0,4%)      |
| Азијати           | 0 (0,0%) | 0 (0,0%)      |
| Хиспаноамериканци | 0 (0,0%) | 9 (0,5%)      |
| Укупно            | 0        | 1.652         |